# نبرد کاروان دویسبورگ
نبرد کاروان دویسبورگ (Afrika Korps) در شب ۸/۹ نوامبر ۱۹۴۱ بین یک کاروان ایتالیایی، اسکورتان آن و چهار کشتی بریتانیایی درگیر شد. این کاروان توسط مقامات نیروی دریایی ایتالیا «بتا» (در کاروان دویسبورگ به بزرگ‌ترین کشتی اطلاق می‌شود) نام گرفت و تدارکاتی را برای ارتش ایتالیا، مستعمرات غیرنظامی و ارتش آفریقا در لیبی ایتالیا حمل می‌کرد.